# Supercard of Honor (2025)
L'édition 2025 de Supercard of Honor est un Pay-per-view de catch (lutte professionnelle) produit par la promotion américaine Ring of Honor. L'événement a eu lieu le 11 juillet 2025 au Esports Stadium à Arlington (Texas). Il s'agit de la 18e édition de Supercard of Honor.

## Contexte
Les spectacles de la Ring of Honor sont constitués de matchs aux résultats prédéterminés par les scénaristes de la compagnie. Ces rencontres sont justifiées par des storylines – une rivalité entre catcheurs, la plupart du temps – ou par des qualifications survenues dans les shows. Tous les catcheurs possèdent un gimmick, c'est-à-dire qu'ils incarnent un personnage gentil (Face) ou méchant (Heel), qui évolue au fil des rencontres. Un événement comme Supercard of Honor est donc un événement tournant pour les différentes storylines en cours.

## Tableau des matchs
| Ordre par numéros | Résultat | Stipulation(s) | Temps |
| --- | --- | --- | ----- |
| 1P | Blake Christian (avec Lee Johnson) bat Jay Lethal par soumission,                                                                                | Match simple | 8:08  |
| 2P | The Dark Order (Alex Reynolds, Evil Uno et John Silver) bat The Frat House (Cole Karter, Griff Garrison et Preston Vance) (avec Jacked Jameson), | Trios match | 10:30 |
| 3P | Diamante bat Lady Frost, | Match simple | 6:00  |
| 4P | The Von Erichs (Marshall et Ross) battent The Premier Athletes (Ariya Daivari et Tony Nese) (avec "Smart" Mark Sterling),                        | Tag Team match | 8:42  |
| 5 | Hechicero (avec Rocky Romero) bat Michael Oku (avec Amira Blair),                                                                                | Match simple | 11:29 |
| 6 | AR Fox bat Adam Priest, Atlantis Jr. et Lee Johnson,                                                                                             | 50 000 $ Reward 4-Way match                                                                                             | 9:12  |
| 7 | Lee Moriarty (c) bat Blue Panther par soumission,                                                                                                | Pure Wrestling Rules match pour le ROH Pure Championship                                                                | 13:15 |
| 8 | The Sons of Texas (Dustin Rhodes et Sammy Guevara) (c) battent The Infantry (Carlie Bravo et Capt. Shawn Dean) (avec Trish Adora),               | Tag Team match pour les ROH World Tag Team Championship                                                                 | 15:04 |
| 9 | Nick Wayne (c) (avec Mother Wayne) bat Titán, | Match simple pour le ROH World Television Championship                                                                  | 16:10 |
| 10 | Mina Shirakawa bat Miyu Yamashita, Persephone et Yuka Sakazaki par soumission,                                                                   | "Worldwide Women's Wild Card" 4-Way match La gagnante deviendra la nouvelle championne du monde Television par intérim. | 13:45 |
| 11 | Athena (c) (avec Billie Starkz) bat Thunder Rosa par soumission,                                                                                 | Match simple pour le ROH Women's World Championship                                                                     | 18:49 |
| 12 | Bandido (c) bat Kōnosuke Takeshita, | Match simple pour le ROH World Championship                                                                             | 29:23 |
| La lettre C placée entre parenthèses désigne la personne ou l’équipe championne en titre. P – indique que le match a eu lieu lors du pré-show | | |       |